# Gennadios I.
Gennadios I. († 25. August 471 in Konstantinopel) war Patriarch von Konstantinopel in den Jahren 458 bis 471.

## Frühe Jahre
Gennadios war Presbyter und Abt eines Klosters in Konstantinopel und machte zuerst Anfang der 430er Jahre von sich reden als glühender Gegner des Kyrill von Alexandria. „Wie oft schon habe ich Blasphemien des Kyrill von Alexandria gehört! Wehe der Geißel aus Alexandria!“ rief er in seinem Werk Zwei Bücher über Parthenios (einem Parteigänger des Nestorios) aus. Ein Brief Kyrills aus dem Jahre 435 an einen Gennadios deutet aber eine Versöhnung der beiden bald darauf an, falls es sich bei dem Empfänger um Gennadios I. handelt.

## Amtszeit als Patriarch
458 wurde Gennadios Patriarch von Konstantinopel als Nachfolger von Anatolios von Konstantinopel, dessen kompromisslose Haltung gegen die Monophysiten er leidenschaftlich fortsetzte. So sorgte er im Jahr 460 für die Absetzung des monophysitischen Patriarchen von Alexandria, Timotheus II. Aelurus, an dessen Stelle er Timotheos III. Salophakiolos einsetzte, nicht zuletzt auf Anraten des römischen Bischofs Leo I. In Konstantinopel selbst setzte Gennadios Markian, einen Novatianer, zum Kanzler und Güterverwalter der Kirche von Konstantinopel ein.
Gennadios' Einsatz für eine harte Kirchenzucht wird durch folgende Geschichte illustriert, die von Theodorus Lector überliefert ist: Gennadios habe demnach eines Tages von dem unwürdigen Lebenswandel des Kirchenmannes Karisios gehört, der in einer der Kirchen Konstantinopels predigte. Gennadios habe diesen daraufhin zur Buße gemahnt, ohne damit viel zu erreichen. Selbst als Gennadios angeordnet habe, ihn zu geißeln, sei dieser uneinsichtig geblieben. Daraufhin habe Gennadios gebetet, der verstorbene Heilige Eleutherius, Patron der Kirche, an der Karisios tätig war, möge den Sünder entweder bessern oder zu sich ins Jenseits holen. Am Tag darauf sei Karisios tot aufgefunden worden.
In Gennadios' Amtszeit fällt auch der Beginn des Wirkens des Säulenheiligen Daniel Stylites bei Konstantinopel. Daniel hatte seine publikumswirksame Form der Askese wohl ohne Erlaubnis des Patriarchen in Szene gesetzt, Gennadios sah sich allerdings nicht in der Lage, gegen Daniel vorzugehen, da dieser von Kaiser Leo in Schutz genommen wurde. Daraufhin begab sich Gennadios zu Daniels Säule und weihte ihn vom Boden aus – Daniel ließ ihn nicht auf die Säule heraufkommen – gegen dessen Willen zum Priester.
Im Jahre 459 berief Gennadios eine Synode aus 81 Bischöfen zusammen, die vor allem Beschlüsse gegen die Simonie verabschiedeten.

## Werke
Neben der genannten Streitschrift gegen Parthenios verfasste Gennadios eine weitere Schrift gegen die 12 Anathematismen des Kyrill von Alexandria. Außerdem stammen von ihm eine Reihe von Homilien und Bibelkommentare, vor allem zu den Paulusbriefen.